# Посольство Латвии в России
Посольство Латвии в России (латыш. Latvijas Republikas vēstniecība Krievijas Federācijā) — дипломатическая миссия Латвии в России, расположена в Москве в Басманном районе на улице Чаплыгина.

## Здание посольства
Посольство размещается в бывшем особняке Льва Владимировича Готье-Дюфайе, российского промышленника, купца 2-й гильдии. Особняк был построен в 1898 году (архитектор Н. И. Якунин).
С 1912 года, после смерти Льва Готье-Дюфайе, в особняке проживала его дочь Елизавета Львовна вместе с мужем А. А. Раром и детьми Еленой и Львом. В 1914 году особняк был перестроен под руководством архитектора Д. С. Маркова: появился второй этаж, изменился фасад.
На территории посольства расположен жилой дом и деревянная часовня.

## История
После Октябрьской революции особняк Готье-Дюфайе был национализирован, а после установления дипломатических отношений между РСФСР и Латвией передан латвийскому правительству для размещения дипломатического представительства. После присоединения Латвии к СССР в нём разместилось представительство Совета министров Латвийской ССР при Совете министров СССР. После распада Советского Союза и восстановления независимости Латвии представительство приобрело статус посольства независимой Латвии в России.
В конце 2010 года журнал Forbes сообщил о том, что, по информации полученной от коммерсантов, дипломатическое представительство Латвии в России 1990-х годов способствовало незаконному обналичиванию денег, предоставляя территорию посольства для деятельности различных офшорных компаний, связанных с латвийскими банками.

## Представители и послы Латвии в России и СССР

### Представители в РСФСР и СССР (1920—1940)
- Янис Весманис (1920—1921)
- Эрикс Фелдманис (1921—1923)
- Карлис Озолс (1923—1929)
- Янис Сескис (1929—1932)
- Альфредс Бильманис (1932—1935)
- Робертс Лиепиньш (1935—1936)
- Фрицис Вилхелмс Коциньш (1936—1940)

### Послы в Российской Федерации (с 1991)
- Янис Петерс (1990/1991—1997)
- Имант Даудиш (1997—2001)
- Норман Пенке (2001—2004)
- Андрис Тейкманис (2005—2008)
- Эдгарс Скуя (2009—2013)
- Астра Курме (2013—2017)
- Марис Риекстиньш (2017—2023)
- Даце Рутка (с 2023; как временный поверенный в делах)